# Адміністративний поділ Естонської РСР
Естонська Радянська Соціалістична Республіка (Естонська РСР) проголошена 21 липня 1940 року. 6 серпня 1940 року республіка офіційно прийнята до складу СРСР. В Естонії до початку в 1941 році німецько-радянської війни залишався попередній адміністративний поділ на повіти та волості, що існував у часи Естонської Республики (1918—1940). 1945 року центральні органи Радянського Союзу продовжили перервану війною радянізацію Естонії — так серед іншого розпочався поділ волостей на сільські ради. 1950 року в процесі скасування в Естонській РСР повітів та волостей утворені сільські райони (згодом райони), яким підпорядковувалися міста, селища міського типу та робітничі селища, а також сільські ради. 1952 року в республіці впроваджений поділ території на 3 області, проте це не виправдало себе, і 1953 року знов вирішено повернутися до районів як найвищої адміністративної одиниці разом з містами республіканського підпорядкування. До 1990 року принцип адміністративного поділу в Естонській РСР залишався незмінним, лише відбувалися територіальні зміни між районами та сільрадами, коли одиниці об'єднувалися, ліквідовувалися чи утворювалися нові. З 1 січня 1990 року райони замінені на повіти, а сільські ради поступово перетворювалися у волості, які мали статус самоврядування. Процес заміни сільрад на волості продовжувався і після відновлення Естонської Республики 8 травня 1990 року і отримання 20 серпня 1991 року повної незалежності від Радянського Союзу.

## 1940—1941
Після окупації Естонії Радянським Союзом у 1940 році і до початку німецько-радянської війни в Естонській РСР зберігся адміністративний поділ, що існував у часи незалежності Естонії, а саме республіка поділялася на повіти, які зі свого боку — на волості. На той час існувало 11 повітів:
| - Валґамаа - Вирумаа - Вільяндімаа - Вірумаа | - Гар'юмаа - Ляенемаа - Пярнумаа - Петсерімаа | - Сааремаа - Тартумаа - Ярвамаа |

## 1944—1950
23 серпня 1944 року значна територія повіту Петсерімаа відокремлена від Естонської РСР для формування в складі РРСФР Псковської області. Внаслідок відчутного зменшення площі Петсеріський повіт був ліквідований 18 січня 1945 року, а підпорядковані йому волості ввійшли до складу повіту Вирумаа. Таким чином, в Естонській РСР залишилося 10 повітів.
Відповідно до Указу Президії Верховної Ради Естонської РСР від 4 травня 1945 року «Про створення сільських рад трудящих депутатів» 8 серпня 1945 року в повітах Гар'юмаа та Ярвамаа, а потім 16 серпня в Пярнуському повіті та 13 вересня в решті інших на територіях волостей сформовані сільські ради як окремі адміністративні одиниці. У волостях, що розташовувалися на малих естонських островах, сільради не були створені.
| Повіт       | Кількість        | Кількість             | Кількість |
| Повіт       | волостей загалом | волостей з сільрадами | сільрад   |
| ----------- | ---------------- | --------------------- | --------- |
| Валґамаа    | 10               | 10                    | 24        |
| Вирумаа     | 10               | 10                    | 77        |
| Вільяндімаа | 21               | 21                    | 62        |
| Вірумаа     | 30               | 30                    | 94        |
| Гар'юмаа    | 31               | 29                    | 77        |
| Ляенемаа    | 21               | 20                    | 51        |
| Пярнумаа    | 22               | 21                    | 60        |
| Сааремаа    | 16               | 15                    | 42        |
| Тартумаа    | 43               | 43                    | 108       |
| Ярвамаа     | 13               | 13                    | 42        |
| Усього      | 237              | 232                   | 637       |

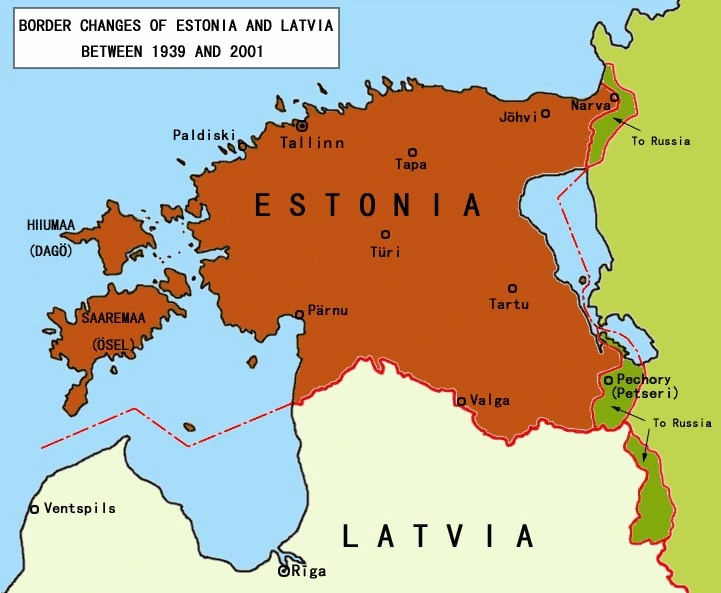
Передача частини території Естонської РСР до складу РРФСР

16 серпня 1946 року на острові Гійумаа та прилеглих островах, виключених зі складу повіту Ляенемаа, утворено самостійний повіт Гійумаа.
25 лютого 1949 року в Естонській РСР утворені 2 нових повіти. Президія Верховної Ради Естонської РСР в інтересах розвитку сланцевого басейну на північному сході республіки постановила виділити частину території з Віруського повіту для створення самостійного повіту Йигвімаа. Інший повіт — Йиґевамаа — сформований з частини повіту Тартумаа, бо значна площа останнього і велика кількість підпорядкованих міст, селищ та сільських рад ускладнювали тартуським повітовим органам ведення господарського та політичного керування.

## Сільські райони, 1950
26 вересня 1950 року в Естонській РСР скасовані повіти та волості, замість яких утворено 39 сільських районів, що підпорядковувалися республіканським органам. Для міста Палдіскі замінено республіканське підпорядкування на районне в складі Кейласького району.
| Район             | Центр        | Кількість | Кількість | Кількість |
| Район             | Центр        | міст      | селищ     | сільрад   |
| ----------------- | ------------ | --------- | --------- | --------- |
| Аб'яський         | Аб'я-Палуоя  | 1         | 2         | 15        |
| Антсласький       | Антсла       | 1         | —         | 14        |
| Валґаський        | Валґа        | 1         | —         | 15        |
| Вастселійнаський  | Вастселійна  | —         | —         | 11        |
| Вируський         | Виру         | 1         | —         | 16        |
| Вільяндіський     | Вільянді     | 2         | —         | 20        |
| Вяйке-Маар'яський | Вяйке-Маар'я | —         | —         | 23        |
| Вяндраський       | Вяндра       | —         | 3         | 12        |
| Хаапсалуський     | Хаапсалу     | 1         | —         | 18        |
| Гар'юський        | Таллінн      | —         | —         | 22        |
| Гійумааський      | Кярдла       | 1         | —         | 11        |
| Елваський         | Елва         | 1         | —         | 22        |
| Йигвіський        | Йигві        | 1         | 2         | 21        |

| Район              | Центр         | Кількість | Кількість | Кількість |
| Район              | Центр         | міст      | селищ     | сільрад   |
| ------------------ | ------------- | --------- | --------- | --------- |
| Йиґеваський        | Йиґева        | 1         | —         | 19        |
| Калластеський      | Калласте      | 1         | —         | 11        |
| Кейласький         | Кейла         | 2         | —         | 13        |
| Ківіиліський       | Ківіилі       | 1         | 1         | 14        |
| Кілінґі-Ниммеський | Кілінґі-Нимме | 1         | —         | 14        |
| Козеський          | Козе          | —         | 1         | 14        |
| Курессаареський    | Курессааре    | 1         | —         | 24        |
| Лігуласький        | Лігула        | —         | 1         | 14        |
| Локсаський         | Локса         | —         | 1         | 13        |
| Муствееський       | Муствее       | 1         | —         | 18        |
| Мяр'ямааський      | Мяр'ямаа      | —         | 1         | 11        |
| Оріссаареський     | Оріссааре     | —         | —         | 18        |
| Отепяеський        | Отепяе        | 1         | —         | 10        |

| Район             | Центр        | Кількість | Кількість | Кількість |
| Район             | Центр        | міст      | селищ     | сільрад   |
| ----------------- | ------------ | --------- | --------- | --------- |
| Пайдеський        | Пайде        | 1         | 1         | 17        |
| Пилваський        | Пилва        | —         | —         | 20        |
| Пилтсамааський    | Пилтсамаа    | 1         | —         | 17        |
| Пярну-Яаґупіський | Пярну-Яаґупі | —         | 1         | 10        |
| Пярнуський        | Пярну        | 1         | 1         | 20        |
| Раквереський      | Раквере      | 2         | —         | 21        |
| Рапласький        | Рапла        | —         | 2         | 18        |
| Ряпінаський       | Ряпіна       | —         | 1         | 22        |
| Сууре-Яаніський   | Сууре-Яані   | 1         | 1         | 13        |
| Тапаський         | Тапа         | 1         | 2         | 17        |
| Тартуський        | Тарту        | —         | —         | 22        |
| Тирваський        | Тирва        | 1         | —         | 14        |
| Тюріський         | Тюрі         | 1         | —         | 12        |

## Області (1952—1953)

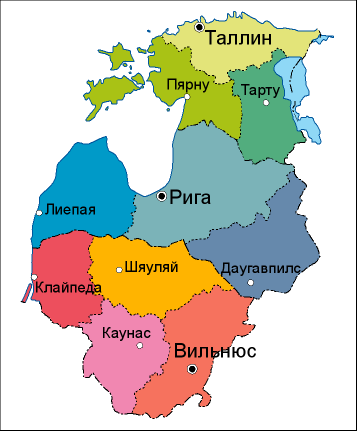
Обласний поділ радянських республік Бальтійських країн

3 травня 1952 року Президія Верховної Ради Естонської РСР видала Указ про поділ республіки на три області: Пярнуську, Талліннську й Тартуську. До складу кожної області ввійшли райони та міста, що до того підпорядковувалися республіканським органам. Тарту, Нарва, Пярну та Кохтла-Ярве віднесені до категорії міст обласного підпорядкування. Таллінн, включений до складу однойменної області як адміністративний центр, залишився містом республіканського підпорядкування. 10 травня 1952 року це рішення затвердила Президія Верховної Ради СРСР. 15 травня 1952 року Курессаареський район перейменований у Кінгісеппський
| Пярнуська область | Пярнуська область |
| ----------------- | --- |
| місто             | райони (14) |
| - Пярну           | - Аб'яський - Вільяндіський - Вяндраський - Хаапсалуський - Гійумааський - Кілінґі-Ниммеський - Курессаареський - Лігуласький - Мяр'ямааський - Оріссаареський - Пярну-Яаґупіський - Пярнуський - Сууре-Яаніський - Тирваський |

| Талліннська область             | Талліннська область |
| ------------------------------- | --- |
| міста                           | райони (12) |
| - Кохтла-Ярве - Нарва - Таллінн | - Вяйке-Маар'яський - Гар'юський - Йигвіський - Кейласький - Ківіиліський - Козеський - Локсаський - Пайдеський - Раквереський - Рапласький - Тапаський - Тюріський |

| Тартуська область | Тартуська область |
| ----------------- | --- |
| місто             | райони (13) |
| - Тарту           | - Антсласький - Валґаський - Вастселійнаський - Вируський - Елваський - Йиґеваський - Калластеський - Муствееський - Отепяеський - Пилваський - Пилтсамааський - Ряпінаський - Тартуський |

25 квітня 1953 року вирішено області в Естонській РСР скасувати і відновити систему республіканського підпорядкування районів і міст. 28 квітня 1953 року представлення Президії Верховної Ради Естонської РСР про скасування областей затвердила Президія Верховної Ради СРСР.

## 1954—1990

### 1954 рік
17 червня розпочато в Естонській РСР укрупнення сільських рад, внаслідок чого майже половина сільрад була ліквідована.
| Місто1      | Селищ3 |
| ----------- | ------ |
| Таллінн     | —      |
| Кохтла-Ярве | 2      |
| Нарва       | 2      |
| Пярну       | —      |
| Тарту       | —      |

| Район             | Кількість | Кількість | Кількість |
| Район             | міст2     | селищ3    | сільрад   |
| ----------------- | --------- | --------- | --------- |
| Аб'яський         | 1         | 2         | 7         |
| Антсласький       | 1         | —         | 7         |
| Валґаський        | 1         | —         | 7         |
| Вастселійнаський  | —         | —         | 7         |
| Вируський         | 1         | —         | 8         |
| Вільяндіський     | 2         | —         | 10        |
| Вяйке-Маар'яський | —         | 1         | 12        |
| Вяндраський       | —         | 3         | 6         |
| Хаапсалуський     | 1         | —         | 10        |
| Гар'юський        | —         | 1         | 10        |
| Гійумааський      | 1         | —         | 5         |
| Елваський         | 1         | —         | 11        |
| Йигвіський        | 2         | 2         | 12        |

| Район              | Кількість | Кількість | Кількість |
| Район              | міст2     | селищ3    | сільрад   |
| ------------------ | --------- | --------- | --------- |
| Йиґеваський        | 1         | —         | 8         |
| Калластеський      | 1         | —         | 7         |
| Кейласький         | 2         | —         | 7         |
| Ківіиліський       | 1         | 2         | 6         |
| Кілінґі-Ниммеський | 1         | —         | 8         |
| Козеський          | —         | 1         | 7         |
| Кінгісеппський     | 1         | —         | 11        |
| Лігуласький        | —         | 1         | 7         |
| Локсаський         | —         | 1         | 6         |
| Муствееський       | 1         | —         | 10        |
| Мяр'ямааський      | —         | 1         | 5         |
| Оріссаареський     | —         | —         | 11        |
| Отепяеський        | 1         | —         | 5         |

| Район             | Кількість | Кількість | Кількість |
| Район             | міст2     | селищ3    | сільрад   |
| ----------------- | --------- | --------- | --------- |
| Пайдеський        | 1         | 1         | 8         |
| Пилваський        | —         | —         | 9         |
| Пилтсамааський    | 1         | —         | 9         |
| Пярну-Яаґупіський | —         | 1         | 5         |
| Пярнуський        | 1         | 1         | 9         |
| Раквереський      | 2         | —         | 10        |
| Рапласький        | —         | 2         | 8         |
| Ряпінаський       | —         | 1         | 12        |
| Сууре-Яаніський   | 1         | 1         | 7         |
| Тапаський         | 1         | 2         | 10        |
| Тартуський        | —         | —         | 10        |
| Тирваський        | 1         | —         | 7         |
| Тюріський         | 1         | —         | 6         |

### 1957 рік
12 жовтня ліквідовані Локсаський і Пярнуський райони.
1957 року селище Сілламяе отримало статус міста республіканського підпорядкування, ставши в Естонскій РСР 6-им містом цієї категорії.

### 1959 рік
24 січня скасовані 13 районів (Антсласький, Калластеський, Кілінґі-Ниммеський, Ківіиліський, Козеський, Муствееський, Оріссаареський, Отепяеський, Пярну-Яаґупіський, Сууре-Яаніський, Тирваський, Тюріський, Вастселійнаський), а їх територія поділена між іншими районами та міськими округами.

### 1960 рік
14 жовтня для утворення єдиного адміністративного центру на території сланцевого басейну Естонської РСР міста Кохтла-Ярве, Йигві, Агтме та робітниче селище Сомпа об'єднані в місто Кохтла-Ярве республіканського підпорядкування, одночасно ліквідований Йигвіський район.

### 1961 рік
14 квітня скасовані райони Лігуласький і Ряпінаський.

### 1962 рік
28 березня ліквідовані 3 райони: Кейласький, Тапаський, Вяйке-Маар'яський.
21 грудня відбулось останнє укрупнення районів — скасовані 5 районів: Аб'яський, Вяндраський, Мяр'ямааський, Пилтсамааський, Елваський.
21 грудня відновлений Пярнуський район.
На кінець 1962 року Естонська РСР адміністративно поділялася на 6 міст республіканського підпорядкування та 14 районів.

### 1964 рік
15 грудня утворений 15-й район в Естонській РСР — Кохтла-Ярвеський.

### 1977 рік
| Назва одиниці                           | Кількість                               | Кількість                               | Кількість                               | Кількість                               | Кількість                               |
| Назва одиниці                           | міст                                    | селищ м.т.                              | сільрад                                 | с. селищ                                | сіл                                     |
| Міста республіканського підпорядкування | Міста республіканського підпорядкування | Міста республіканського підпорядкування | Міста республіканського підпорядкування | Міста республіканського підпорядкування | Міста республіканського підпорядкування |
| --------------------------------------- | --------------------------------------- | --------------------------------------- | --------------------------------------- | --------------------------------------- | --------------------------------------- |
| Таллінн                                 | 1                                       | 2                                       | —                                       | —                                       | —                                       |
| Кохтла-Ярве                             | 2                                       | 2                                       | —                                       | —                                       | —                                       |
| Нарва                                   | 1                                       | 1                                       | —                                       | —                                       | —                                       |
| Пярну                                   | 2                                       | —                                       | —                                       | —                                       | —                                       |
| Сілламяе                                | 1                                       | —                                       | —                                       | —                                       | —                                       |
| Тарту                                   | 1                                       | —                                       | —                                       | —                                       | —                                       |
| Сільські райони                         |                                         |                                         |                                         |                                         |                                         |
| Валґаський                              | 3                                       | —                                       | 11                                      | 7                                       | 147                                     |
| Вируський                               | 2                                       | —                                       | 12                                      | 10                                      | 281                                     |
| Вільяндіський                           | 4                                       | 3                                       | 14                                      | 7                                       | 254                                     |
| Хаапсалуський                           | 1                                       | 1                                       | 12                                      | 7                                       | 154                                     |
| Гар'юський                              | 2                                       | 3                                       | 18                                      | 28                                      | 317                                     |
| Гійумааський                            | 1                                       | —                                       | 4                                       | 2                                       | 88                                      |
| Йиґеваський                             | 3                                       | —                                       | 11                                      | 12                                      | 205                                     |
| Кінгісеппський                          | 1                                       | —                                       | 12                                      | 7                                       | 256                                     |
| Кохтла-Ярвеський                        | —                                       | —                                       | 15                                      | 14                                      | 171                                     |
| Пайдеський                              | 2                                       | 2                                       | 13                                      | 8                                       | 155                                     |
| Пилваський                              | —                                       | 2                                       | 13                                      | 7                                       | 218                                     |
| Пярнуський                              | 1                                       | 4                                       | 18                                      | 9                                       | 233                                     |
| Раквереський                            | 3                                       | 2                                       | 14                                      | 16                                      | 299                                     |
| Рапласький                              | —                                       | 4                                       | 9                                       | 10                                      | 191                                     |
| Тартуський                              | 2                                       | —                                       | 18                                      | 22                                      | 306                                     |
| Усього                                  | 33                                      | 26                                      | 194                                     | 166                                     | 3275                                    |

### 1990 рік
1 січня 1990 року набуло чинності рішення Верховної Ради Естонської РСР від 6 грудня 1989 року відновити повіти в адміністративних межах існуючих районів, скасувавши останні.
22 січня Кінгісеппський район перейменований на Саареський повіт. 19 лютого Хаапсалуський повіт перейменований на Ляенеський, Пайдеський повіт — на Ярваський. 26 березня Кохтла-Ярвеський повіт перейменований на Іда-Віруський, Раквереський — на Ляене-Віруський.
1990 року розпочався процес перетворення сільських рад на волості з отриманням статусу самоврядування.

## Зведені дані
| Район             | 1950 | 1959 | 1959 | 1960 | 1960 | 1961 | 1961 | 1962 | 1962 | 1990 |
| ----------------- | ---- | ---- | ---- | ---- | ---- | ---- | ---- | ---- | ---- | ---- |
| Аб'яський         |      |      |      |      |      |      |      |      |      |      |
|                   |      |      |      |      |      |      |      |      |      |      |
|                   |      |      |      |      |      |      |      |      |      |      |
| Антсласький       |      |      |      |      |      |      |      |      |      |      |
|                   |      |      |      |      |      |      |      |      |      |      |
|                   |      |      |      |      |      |      |      |      |      |      |
| Валґаський        |      |      |      |      |      |      |      |      |      |      |
|                   |      |      |      |      |      |      |      |      |      |      |
|                   |      |      |      |      |      |      |      |      |      |      |
| Вастселійнаський  |      |      |      |      |      |      |      |      |      |      |
|                   |      |      |      |      |      |      |      |      |      |      |
|                   |      |      |      |      |      |      |      |      |      |      |
| Вируський         |      |      |      |      |      |      |      |      |      |      |
|                   |      |      |      |      |      |      |      |      |      |      |
|                   |      |      |      |      |      |      |      |      |      |      |
| Вільяндіський     |      |      |      |      |      |      |      |      |      |      |
|                   |      |      |      |      |      |      |      |      |      |      |
|                   |      |      |      |      |      |      |      |      |      |      |
| Вяйке-Маар'яський |      |      |      |      |      |      |      |      |      |      |
|                   |      |      |      |      |      |      |      |      |      |      |
|                   |      |      |      |      |      |      |      |      |      |      |
| Вяндраський       |      |      |      |      |      |      |      |      |      |      |
|                   |      |      |      |      |      |      |      |      |      |      |
|                   |      |      |      |      |      |      |      |      |      |      |
| Хаапсалуський     |      |      |      |      |      |      |      |      |      |      |
|                   |      |      |      |      |      |      |      |      |      |      |
|                   |      |      |      |      |      |      |      |      |      |      |
| Гар'юський        |      |      |      |      |      |      |      |      |      |      |
|                   |      |      |      |      |      |      |      |      |      |      |
|                   |      |      |      |      |      |      |      |      |      |      |
| Гійумааський      |      |      |      |      |      |      |      |      |      |      |
|                   |      |      |      |      |      |      |      |      |      |      |
|                   |      |      |      |      |      |      |      |      |      |      |
| Елваський         |      |      |      |      |      |      |      |      |      |      |
|                   |      |      |      |      |      |      |      |      |      |      |
|                   |      |      |      |      |      |      |      |      |      |      |
| Йигвіський        |      |      |      |      |      |      |      |      |      |      |
|                   |      |      |      |      |      |      |      |      |      |      |
|                   |      |      |      |      |      |      |      |      |      |      |
| Йиґеваський       |      |      |      |      |      |      |      |      |      |      |
|                   |      |      |      |      |      |      |      |      |      |      |
|                   |      |      |      |      |      |      |      |      |      |      |

| Район              | 1950 | 1957 | 1957 | 1959 | 1959 | 1961 | 1961 | 1962 | 1962 | 1964 | 1964 | 1990 |
| ------------------ | ---- | ---- | ---- | ---- | ---- | ---- | ---- | ---- | ---- | ---- | ---- | ---- |
| Калластеський      |      |      |      |      |      |      |      |      |      |      |      |      |
|                    |      |      |      |      |      |      |      |      |      |      |      |      |
|                    |      |      |      |      |      |      |      |      |      |      |      |      |
| Кейласький         |      |      |      |      |      |      |      |      |      |      |      |      |
|                    |      |      |      |      |      |      |      |      |      |      |      |      |
|                    |      |      |      |      |      |      |      |      |      |      |      |      |
| Ківіиліський       |      |      |      |      |      |      |      |      |      |      |      |      |
|                    |      |      |      |      |      |      |      |      |      |      |      |      |
|                    |      |      |      |      |      |      |      |      |      |      |      |      |
| Кілінґі-Ниммеський |      |      |      |      |      |      |      |      |      |      |      |      |
|                    |      |      |      |      |      |      |      |      |      |      |      |      |
|                    |      |      |      |      |      |      |      |      |      |      |      |      |
| Кінгісеппський     |      |      |      |      |      |      |      |      |      |      |      |      |
|                    |      |      |      |      |      |      |      |      |      |      |      |      |
|                    |      |      |      |      |      |      |      |      |      |      |      |      |
| Козеський          |      |      |      |      |      |      |      |      |      |      |      |      |
|                    |      |      |      |      |      |      |      |      |      |      |      |      |
|                    |      |      |      |      |      |      |      |      |      |      |      |      |
| Кохтла-Ярвеський   |      |      |      |      |      |      |      |      |      |      |      |      |
|                    |      |      |      |      |      |      |      |      |      |      |      |      |
|                    |      |      |      |      |      |      |      |      |      |      |      |      |
| Лігуласький        |      |      |      |      |      |      |      |      |      |      |      |      |
|                    |      |      |      |      |      |      |      |      |      |      |      |      |
|                    |      |      |      |      |      |      |      |      |      |      |      |      |
| Локсаський         |      |      |      |      |      |      |      |      |      |      |      |      |
|                    |      |      |      |      |      |      |      |      |      |      |      |      |
|                    |      |      |      |      |      |      |      |      |      |      |      |      |
| Муствееський       |      |      |      |      |      |      |      |      |      |      |      |      |
|                    |      |      |      |      |      |      |      |      |      |      |      |      |
|                    |      |      |      |      |      |      |      |      |      |      |      |      |
| Мяр'ямааський      |      |      |      |      |      |      |      |      |      |      |      |      |
|                    |      |      |      |      |      |      |      |      |      |      |      |      |
|                    |      |      |      |      |      |      |      |      |      |      |      |      |
| Оріссаареський     |      |      |      |      |      |      |      |      |      |      |      |      |
|                    |      |      |      |      |      |      |      |      |      |      |      |      |
|                    |      |      |      |      |      |      |      |      |      |      |      |      |
| Отепяський         |      |      |      |      |      |      |      |      |      |      |      |      |
|                    |      |      |      |      |      |      |      |      |      |      |      |      |
|                    |      |      |      |      |      |      |      |      |      |      |      |      |

| Район             | 1950 | 1957 | 1957 | 1959 | 1959 | 1961 | 1961 | 1962 | 1962 | 1990 |
| ----------------- | ---- | ---- | ---- | ---- | ---- | ---- | ---- | ---- | ---- | ---- |
| Пайдеський        |      |      |      |      |      |      |      |      |      |      |
|                   |      |      |      |      |      |      |      |      |      |      |
|                   |      |      |      |      |      |      |      |      |      |      |
| Пилваський        |      |      |      |      |      |      |      |      |      |      |
|                   |      |      |      |      |      |      |      |      |      |      |
|                   |      |      |      |      |      |      |      |      |      |      |
| Пилтсамааський    |      |      |      |      |      |      |      |      |      |      |
|                   |      |      |      |      |      |      |      |      |      |      |
|                   |      |      |      |      |      |      |      |      |      |      |
| Пярну-Яаґупіський |      |      |      |      |      |      |      |      |      |      |
|                   |      |      |      |      |      |      |      |      |      |      |
|                   |      |      |      |      |      |      |      |      |      |      |
| Пярнуський        |      |      |      |      |      |      |      |      |      |      |
|                   |      |      |      |      |      |      |      |      |      |      |
|                   |      |      |      |      |      |      |      |      |      |      |
| Раквереський      |      |      |      |      |      |      |      |      |      |      |
|                   |      |      |      |      |      |      |      |      |      |      |
|                   |      |      |      |      |      |      |      |      |      |      |
| Рапласький        |      |      |      |      |      |      |      |      |      |      |
|                   |      |      |      |      |      |      |      |      |      |      |
|                   |      |      |      |      |      |      |      |      |      |      |
| Ряпінаський       |      |      |      |      |      |      |      |      |      |      |
|                   |      |      |      |      |      |      |      |      |      |      |
|                   |      |      |      |      |      |      |      |      |      |      |
| Сууре-Яаніський   |      |      |      |      |      |      |      |      |      |      |
|                   |      |      |      |      |      |      |      |      |      |      |
|                   |      |      |      |      |      |      |      |      |      |      |
| Тапаський         |      |      |      |      |      |      |      |      |      |      |
|                   |      |      |      |      |      |      |      |      |      |      |
|                   |      |      |      |      |      |      |      |      |      |      |
| Тартуський        |      |      |      |      |      |      |      |      |      |      |
|                   |      |      |      |      |      |      |      |      |      |      |
|                   |      |      |      |      |      |      |      |      |      |      |
| Тирваський        |      |      |      |      |      |      |      |      |      |      |
|                   |      |      |      |      |      |      |      |      |      |      |
|                   |      |      |      |      |      |      |      |      |      |      |
| Тюріський         |      |      |      |      |      |      |      |      |      |      |
|                   |      |      |      |      |      |      |      |      |      |      |
|                   |      |      |      |      |      |      |      |      |      |      |

| Рік  | Кількість | Кількість |
| Рік  | районів   | сільрад   |
| ---- | --------- | --------- |
| 1951 | 39        | 641       |
| 1960 | 24        | 319       |
| 1961 | 23        | 257       |
| 1966 | 15        | 239       |
| 1971 | 15        | 235       |
| 1976 | 15        | 206       |
| 1981 | 15        | 193       |
| 1985 | 15        | 189       |
| 1989 | 15        | 191       |